# Casearia longifolia
Casearia longifolia är en videväxtart som beskrevs av A. C.Smith. Casearia longifolia ingår i släktet Casearia och familjen videväxter. Inga underarter finns listade i Catalogue of Life.